# Wellington Botanic Garden

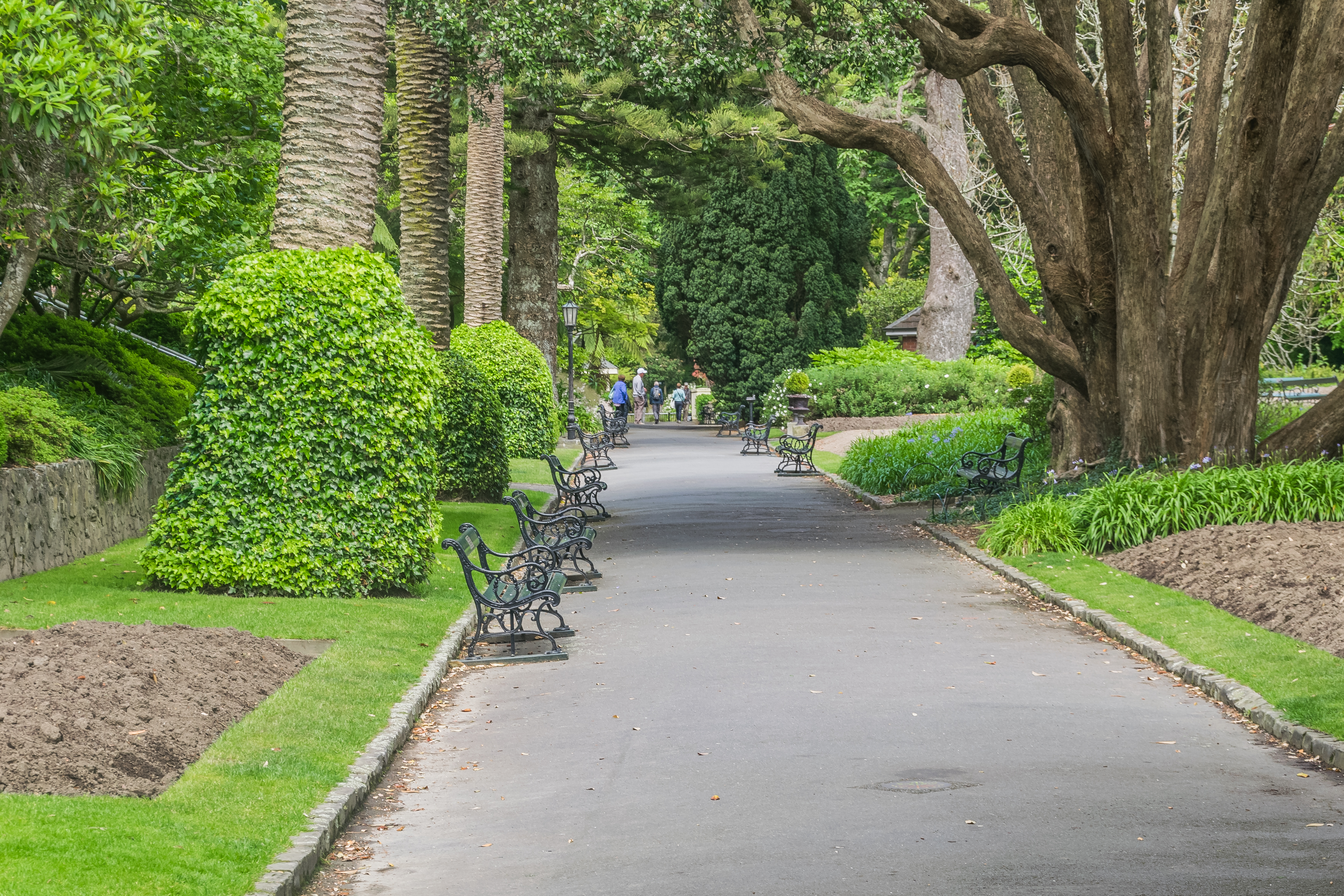
Fußweg durch den Wellington Botanic Garden

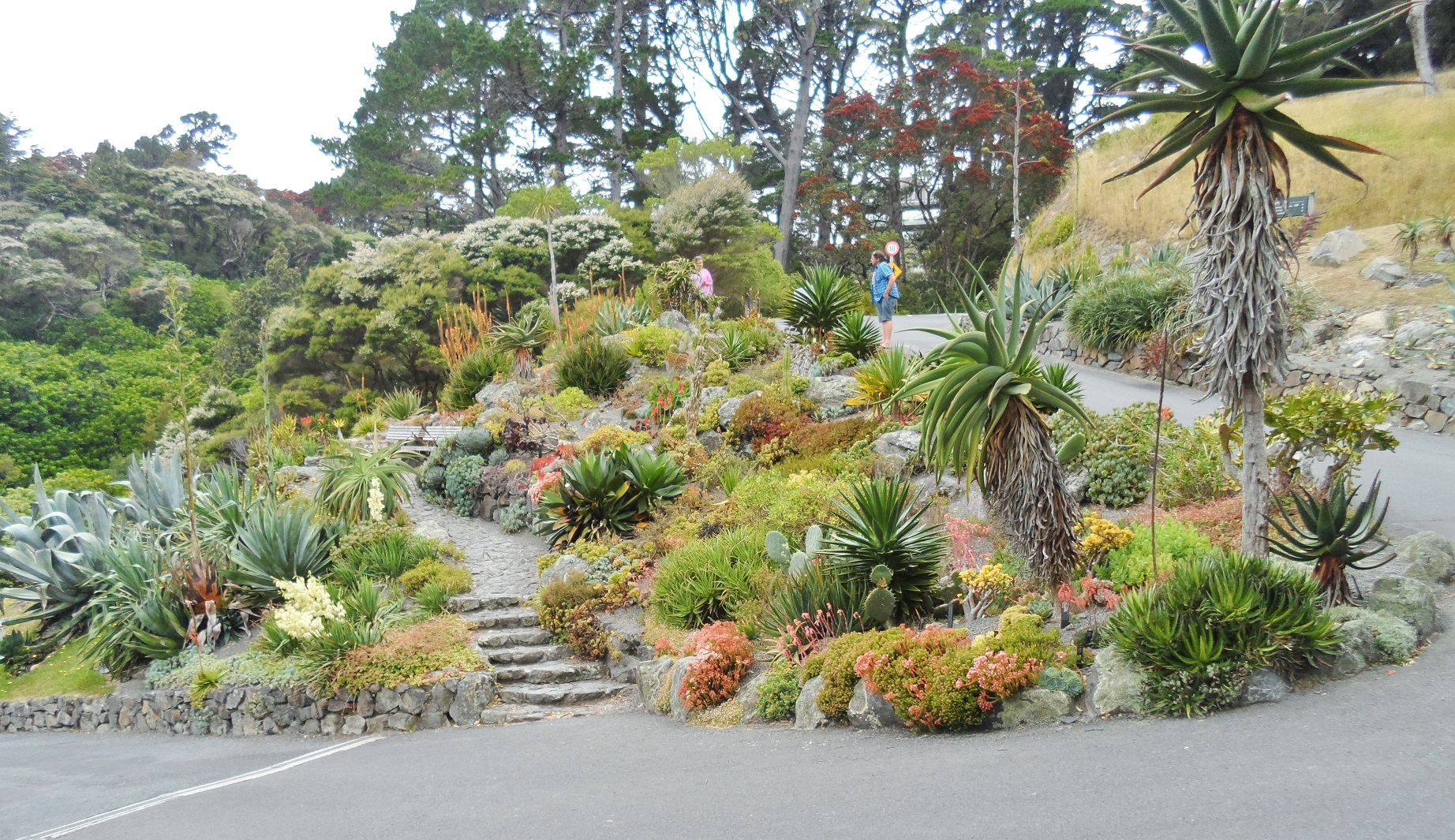
Anpflanzungen mit Kakteen und weiteren Sukkulenten

Der Wellington Botanic Garden (englisch, vollständig Wellington Botanic Garden ki Paekākā) ist ein botanischer Garten in der neuseeländischen Hauptstadt Wellington. Die ca. 25 Hektar große und bei Tag frei zugängliche Anlage liegt im Stadtteil Kelburn; vom östlich benachbarten Stadtzentrums ist sie mit dem Wellington Cable Car erreichbar. Der Garten beheimatet heimische und exotische Pflanzen, darunter die älteste exotische Baumsammlung Neuseelands. Zu den Attraktionen zählt unter anderem der Wellington Botanic Garden Waterfall.
Das Gebiet wurde zuvor von Maori vom Iwi der Te Ātiawa für die Jagd und den Ackerbau genutzt. Nach deren Umsiedlung begann die New Zealand Company hier ab 1844 Steineibengewächse wie Rimu, Totara und Mataī anzupflanzen. Die offizielle Eröffnung des Gartens erfolgte im Jahr 1868. Seit 1891 liegt der Betrieb in den Händen der Stadtverwaltung von Wellington.
Die seit 2020 etablierte maorische Bezeichnung ki Paekākā bedeutet übersetzt in etwa „zum Königreich des Kaka“.